# Guram Papidze
Guram Papidze (Georgia, 16 de junio de 1997) es un jugador profesional georgiano de rugby que se desempeña en la posición de pilar izquierdo en Section Paloise, equipo perteneciente a la liga Top 14.

## Carrera
Papidze es un jugador de formación francesa (JIFF). Comenzó su carrera deportiva con el equipo Lyon Olympique, en el cual jugó dos temporadas (2016-2018), después pasó a USON Nevers Rugby (2018-2021), luego a Stade Rochelais (2021-2022), posteriormente a Section Paloise, donde lleva jugando dos temporadas.